# Pelocoetes minima
Pelocoetes minima är en havsanemonart som beskrevs av M.V.N. Panikkar 1938. Pelocoetes minima ingår i släktet Pelocoetes och familjen Haliactiidae. Inga underarter finns listade i Catalogue of Life.